# أركوض هندي
الأركوض الهندي نوع نباتي يتبع جنس الأركوض من الفصيلة البقولية.